# Западный Кондыколь
Кондыколь, западный (каз. Қондыкөл) — озеро в Узункольском районе Костанайской области Казахстана. Находится в 16 км к юго-востоку от села Пресногорьковка и 5 км севернее Сатай.
По данным топографической съёмки 1959 года, площадь поверхности озера составляет 1,16 км². Наибольшая длина озера — 1,7 км, наибольшая ширина — 0,7 км. Длина береговой линии составляет 4,3 км, развитие береговой линии — 1,11. Озеро расположено на высоте 154,8 м над уровнем моря.